# فاضل اجبوری
فاضل فاضلی پارسا یا فاضل اجبوری مشهور به بابا فاضل (تولد ۱۲۹۲ – درگذشت ۱۳۹۱) بازیگر سینما تلویزیون و تئاتر اهل ایران بود.
وی در تئاترها و تولیدات تلویزیونی و سینمایی کشور به ویژه تولیدات اصفهان حضوری فعال داشت.

## زندگی‌نامه
فاضل فاضلی پارسا در سال ۱۲۹۲ خورشیدی در اهواز زاده شد. او از دانشسرای مقدماتی اهواز موفق به اخذ مدرک دیپلم شد و به استخدام آموزش و پرورش درآمد. وی به مدت یک سال در مسجد سلیمان و دو سال در سوسنگرد به تدریس پرداخت و علاقه‌مندی به تئاتر، وی را به راه آهن کشاند تا بتواند روزها راننده قطار باشد و شب‌ها به تئاتر بپردازد، اما در نهایت عشق به هنر تئاتر وی را مجبور به ترک راه آهن کرد تا به صورت حرفه‌ای تئاتر را دنبال نماید. وی در سال ۱۳۲۰ سینما پارس اهواز را اجاره کرد و در آن برنامه‌هایی برای مردم اجرا می‌کرد که یکی از مهم‌ترین فعالیت‌های هنری وی در آن سینما، بی‌گناهی در دربار هارون الرشید بود. وی برای گرفتن نمایشنامه به شهر اصفهان رفت‌وآمد داشت. سپس او اهواز را ترک کرد و راهی تهران شد، ولی پس از مدتی برای ادامه همکاری هنری خود با هنرمندان اصفهانی به اصفهان آمد و این شهر را برای ادامه زندگی خود برگزید. وی از سال ۱۳۶۵ به گروه اصفهان فیلم پیوست و همکاری خود را به طور فعال با حسن اکلیلی، هنرمند تئاتر و تلویزیون ایران آغاز کرد. سرانجام وی عصر روز سه‌شنبه ٢ آبان ۱۳۹۱ بر اثر کهولت سن درگذشت.

## آثار

### تئاتر
چهار درویش، آقا مقبوله، زشت و زیبا، مرده خور، رومئو و ژولیت، ملوانان می‌رقصند، رمال باشی، هفت سین، شیر تو شیر، تب در مطب، خفته بخت، عزیز فرنگی، تئاتر در خانه، حمال باشی، مرد رند، آخرش که چه، ولپن، ولوله، رنگارنگ، تسویه حساب، کشمکش، قهرمان عوضی، نیرنگ باز، از خود راضی، مسافر، ملاقات ممنوع، الم شنگه، چه خوش است راستگویی، دوربین مخفی، دردسر تلفن، گاگولی، ملاقات با عزرائیل، علی موصلی، نانی که می‌خوریم، من کارمند دولتم، راستگو، کندوی زهر، انتقام طبیعت.

### سینمایی
- بی‌قرار (فیلم ۱۳۷۳)
- شما فرشته‌اید (۱۳۶۸)
- چون باد (۱۳۶۷)
- سلام سرزمین من (۱۳۶۷)
- هوای تازه (۱۳۶۵)
- غریبه
- ناخدا با خدا
- جوجه فکلی
- گزارش یک قتل
- نعمت نفتی
- بنده خدا
- محیا
- افراطی‌ها

### تلویزیونی
- روزی روزگاری (مجموعه تلویزیونی ایرانی) (امراله احمدجو) در نقش برزو خان خالد آبادی
- عکاس‌باشی اثر اکبر خواجویی
- بوعلی سینا (مجموعه تلویزیونی) در نقش ابوریحان بیرونی، (کیهان رهگذار)
- تفنگ سر پر (امراله احمدجو)
- خاک تابان
- خشت اول
- گرفتار (۱) نوشته خسرو ثقفیان، به کارگردانی محمود رضایی
- گرفتار (۲)، نوشته خسرو ثقفیان، به کارگردانی اکبر منصور فلاح
- غفلت (پرویز حسن‌پور)
- هشت بهشت (مجموعه تلویزیونی) (اکبر خواجویی)
- شیخ بهایی (مجموعه تلویزیونی) (شهرام اسدی)
- مختارنامه (داود میرباقری)
- پشت کوه های بلند (امراله احمدجو)